# Karl Rainer (Maler)
Karl Rainer (* 12. September 1910 in Hamborn; † 1999 auf Mallorca.) war ein deutscher  Kunsterzieher, Maler und Industriegrafiker.

## Leben
Karl Rainer wuchs in bescheidenen Verhältnissen auf. Seine Begabung wurde früh entdeckt und verschiedentlich gefördert: Zunächst von seiner Mutter, später auch durch ein Studium an der Folkwang-Hochschule Essen, welche ihm aufgrund seiner „außerordentlichen Begabung“ ein Stipendium verlieh. Fortsetzung fanden Rainers Studien an der Kunstakademie Düsseldorf, welche durch Krieg und Einberufung zum Militär (Zweiter Weltkrieg) zeitweise unterbrochen wurden. 
Teils heiter-versonnen, teils aber auch grüblerisch veranlagt, fand Rainers existentielles Ringen Halt im christlichen Glauben, der ihn menschlich, aber – soweit dies vorderhand zu beurteilen ist – nicht künstlerisch prägte.
Nach dem Krieg war Rainer als Grafiker und Industriemaler tätig. Daneben entstanden zugleich viele Ölgemälde. 1968 wurde Rainer in Rüthen ansässig und wurde zu einer prägenden künstlerischen Figur im westfälischen Raum. Raschheit und Sicherheit kennzeichneten seine Arbeitsweise: Von Inspiration mitgerissen konnte er seine Werke mitunter in wenigen Stunden vollenden. 
Als Kunsterzieher engagierte sich Rainer an Volkshochschule und Gymnasium (insbesondere am Friedrich-Spee-Gymnasium Rüthen), zumal er über die Gabe verfügte, anregen und anleiten zu können.

## Werk und Stil
Anfangs durch Expressionismus, Kubismus und Abstraktion beeinflusst, fand er später mehr und mehr zu einem – heute teils impressionistisch anmutenden – neuen Naturalismus. Seine Motive entnahm Rainer vorwiegend seiner Umwelt: anfangs dem Bereich des Industriellen (Ruhrgebiet), später aber auch den Landschaften Westfalens, des Niederrheins, Italiens und Spaniens. In diesen südlichen Ländern waren es insbesondere die Lichtverhältnisse, die den Maler faszinierten. „Immer wieder ist es die Farbigkeit seiner Bilder, die beeindruckt.“ konstatiert Walter Dalhoff.